# Восточный Белитунг
Восточный Белитунг (индон. Belitung Timur) — один из двух округов острова Белитунг, в провинции Банка-Белитунг, Индонезия. Административный центр — Манггар. Население — 109 285 чел. (2010).

## География
Округ занимает восточную половину острова Белитунг. На севере округ омывается водами Южно-Китайского моря, на юге — Яванского моря, на востоке — пролива Каримата. На западе граничит со вторым округом острова — Белитунгом.
Общая площадь, занимаемая округом — 2506, 91 км².

## Административное деление и население
Округ был создан 25 февраля 2003 года.
В административном плане округ делится на 7 муниципалитетов (с 2009 г., ранее состоял из 4 муниципалитетов):
- Манггар
- Гантунг
- Келапа Кампит
- Денданг
- Симпак Песак
- Симпак Ренгьянг
- Дамар

Распределение населения по муниципалитетам выглядит следующим образом (до административной реформы, изменившей границы муниципалитетов округа):
| Округ         | Население | Население | Население | Прирост, % | Прирост, % |
| ------------- | --------- | --------- | --------- | ---------- | ---------- |
| Округ         | 2006      | 2007      | 2008      | 2006-2007  | 2007-2008  |
| Денданг       | 14 738    | 15 045    | 16 093    | 2,08       | 6,97       |
| Гантунг       | 24 359    | 25 257    | 27 282    | 3,69       | 8,02       |
| Манггар       | 37 042    | 40 568    | 42 990    | 9,52       | 5,97       |
| Келапа Кампит | 15 563    | 17 324    | 17 956    | 11,32      | 3,65       |
| Итого         | 91 702    | 98 194    | 104 321   | 2,14       | 6,24       |

По данным на сентябрь 2010 года, общая численность населения округа составляла 109 285 человек.

## Экономика
Промышленность в округе представлена предприятиями самого разной величины — от крупных промышленных до мелких кустарных. Преобладают агропромышленный сектор, рыболовство (в том числе, морского окуня), аквакультура, вылов морепродуктов, заготовка креветок, крабов, плантационное хозяйство (каучук, кофе, кешью, гвоздика, кокос, сахар и перец). Развито производство пальмового масла (664,13 т в 2011 г., перец — 803,79 т). Растёт урожайность риса: если в 2009 г. было собрано 2479,5 т, то в 2010 г. — 3174,3 т. Скотоводство: коровы, буйволы, козы и свиньи — в 2010 году их соответственно насчитывалось 1242, 338, 443 и 190 голов.
В Восточном Белитунге ведётся добыча кварца.
Округ является привлекательным местом для туризма благодаря тёплому морю с кристально чистой водой, пляжам и коралловым рифам. В ряде районов лес подступает прямо к морю. Местные жители и гостиницы предоставляют услуги для семейного отдыха. К активно посещаемым туристами местам относятся Буронг и Букит-Бату, а также озеро Мемпаяк, расположенное на полпути между двумя райцентрами острова — Манггаром и Танджунгпанданом.
Работает музей. В туристических местах можно приобрести сувениры, а также угоститься блюдами туземной кухни.
Ещё одной достопримечательностью является буддийский храм.

## В литературе
О своей детской жизни в Восточном Белитунге в книге «Хранители радуги» (индон. Laskar Pelangi) рассказывает индонезийский писатель Андреа Хирата (родился в муниципалитете Гантунг).